# Cambodunum (Britannien)
Cambodunum ist eine bisher nicht lokalisierte römische Wegstation im nördlichen Britannien, wohl in der Nähe des heutigen Leeds. Sie wird nur im Itinerarium Antonini erwähnt.